# 广发银行
广发银行（China Guangfa Bank），全称广发银行股份有限公司，简称广发（英文简称CGB），是中华人民共和国的一家全国性股份制商业银行。前称广东发展银行（Guangdong Development Bank），于1988年9月成立，总部位于中国广东省广州市。
目前，中国人寿保险股份有限公司是广发银行的单一最大股东，持股比例为43.686%。高管中，广发银行董事长为中国人寿董事长、党委书记白涛，行长为王凯。
广发银行在中国大陆多个城市共设立了72个分行、804家营业网点，同时在香港、澳门设有分行。截至2018年末，全行总资产2.36万亿元，全年实现营业收入593.20亿元，实现拨备前利润367.24亿元，实现净利润107.00亿元。

## 历史

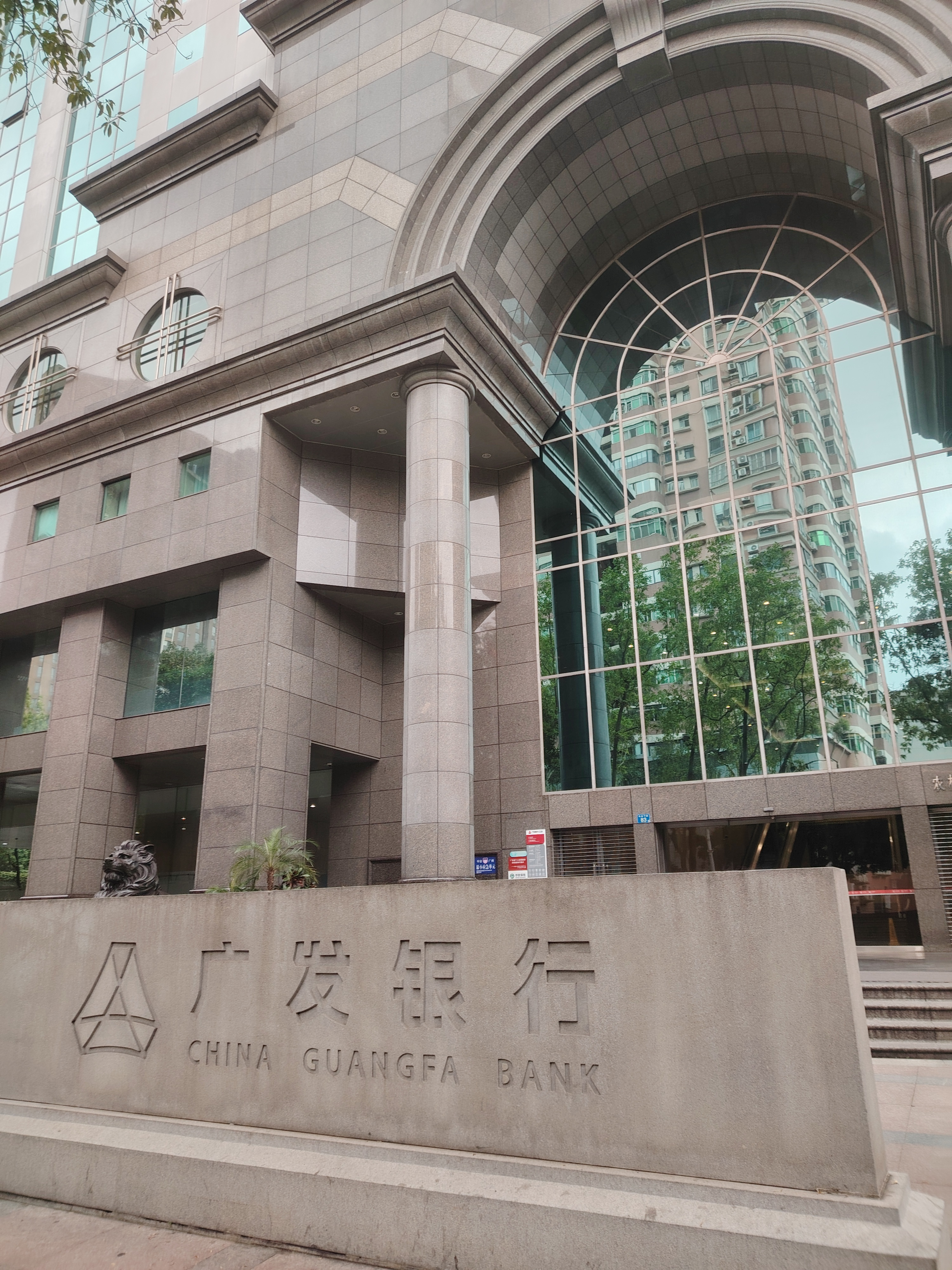
广发银行总部大门，楼下的支行称作"广发大厦支行"

### 初创及省属时期
1988年1月，广东省财政金融部门决定筹建广东发展银行，为广东省的经济开发筹资。1988年9月8日，经国务院和中国人民银行批准，广东发展银行作为中国金融体制改革的试点银行在广州成立，是国内最早组建的股份制商业银行之一。注册资本114.08亿元人民币。是中国第一家开通按揭贷款的银行、第一家发行美元和港币信用卡的银行、首批开办离岸业务的股份制商业银行以及首家实施全国通存通兑的银行等等。
1993年11月8日，广东发展银行在葡属澳门开设分行，葡文名稱登記為Banco de Desenvolvimento de Cantão, Sucursal de Macau。並作为中国商业银行在境外开设的首家银行，提供一般的银行服务。
1993年，广发行加入visa和万事达卡组织，并开展国际收单业务。
1994年11月，广发行第一张银行卡——“广发自动提款卡”面世。
1995年3月，广发VISA信用卡正式发行，有人民币卡和美元卡，这是中国内地首款按照国际标准发行的信用卡（贷记卡），具有最低还款额和免息还款期。同年4月，广发行在白云机场入境大厅放置中国内地首台与VISA（plus）网络联网的ATM.
1996年10月，广东发展银行以50亿元资金接收因资不抵债而被中国人民银行接管关闭的中银信托投资公司全部资产和营业网点，并因此允许在北京、南京、杭州、昆明、大连设立分行，从而初步成为一家全国性银行。
1998年，恩平市爆发金融风波，根据国务院和中国人民银行《关于广东省恩平市金融风险处置的通知》及省政府指示，广东发展银行于12月7日起，对广东恩平市20家城乡信用社实施托管，改制为广东发展银行恩平分行。同年发行可通行于VISA网络的“广发理财通卡”。
广发行在2005年前由于股权分散、总行控制力较弱、不良资产处于高位，大致原因如下：
- 1995年以前，广发行的定位是“以支持广东省经济建设为己任”，长期实行多级法人制，总行对地方分支控制力不够，反倒是分行所在各市县政府部门对分行掌有大权，一度充当地方政府的“二财政”，再加上地方干部腐败乱为造成的资金使用不当，使得广发行省内坏账居高不下，至90年代末坏账已近百亿。
- 接管中银信托后，广发行虽然资产和网点规模迅速扩大，省外分行大多有盈利。但为了解决中银信托的历史债务，广发行最后付出40亿元代价，无疑加重了广发行的资本压力。
- 广发行此外受省政府请求，托管省内有问题的地方金融机构，也增加了不少坏账。

至2004年，广发行的不良贷款总额有353亿元，不良贷款比率高达17.43%，资本充足率不足4%，财务状况为全国性商业银行末尾。远没有达到2006年实施新监管要求的标准，对广发行重组迫在眉睫。

### 重组及更名
2005年5月，广东省委省政府等单位牵头对广发行进行改革重组。2006年广东省政府对广发银行进行重组改制，2006年11月最终形成了美国花旗集团、中国人寿、国家电网英大集团、中信信托这四大股东都各占股权20%，其余6大股东股权的持有数量分散。。花旗集团获得广发银行的管理权，行长等11人的高层管理团队由花旗集团派出，董事长由广发银行重组前的董事长李若虹继续担任。2007年，花旗集团派驻的行长辛迈豪带领广发行扭亏为盈，并连续三年刷新历史性利润纪录。2009年6月中国银行的北京分行行长董建岳任广发银行董事长。
2010年，广发银行开始了漫长的推进 "A+H" 上市工作拟募资 350 亿元规模。2011年4月8日，广东发展银行正式将企业名称更换为“广发银行”（备案时间为2011年5月31日），同时发布主题为“汇聚”的红色新标识。经监管机构和相关政府部门批复同意，原注册名称“广东发展银行股份有限公司”更改为“广发银行股份有限公司”，简称“广发银行”；英文名称变更为“China Guangfa Bank”（“中国广发银行”）；法人住所变更为“广州市越秀区东风东路713号”（总行所在位置不变，仅变更地址和门牌号）。 同时一并更换的还有银行标识以及总部门牌号码。

### 近年发展
2013年4月，广发银行股东大会批准启动新一轮IPO计划后，把工作重点放在率先推动 H 股上市。2013年12月广发银行决定暂搁 A 股上市计划，全力挺进 H 股，争取 2014 年 6-8 月完成 IPO 上市。筹资规模约 20 亿美元（约 120 亿元人民币）。
2016年2月29日，中国人寿保险以每股6.39元人民幣，斥資233.12億人民幣，向花旗集團及IBM Credit LLC購入所持有的廣發銀行23.686%股權（合計36.48億股），完成交易後，中國人壽以廣發銀行持股將由20%增至43.686%，成為其單一最大股東。
2016年8月31日，董事长董建岳、行长利明献递交辞呈。
2016年末，广发银行总资产历史上首次突破两万亿元，达到2.05万亿元。

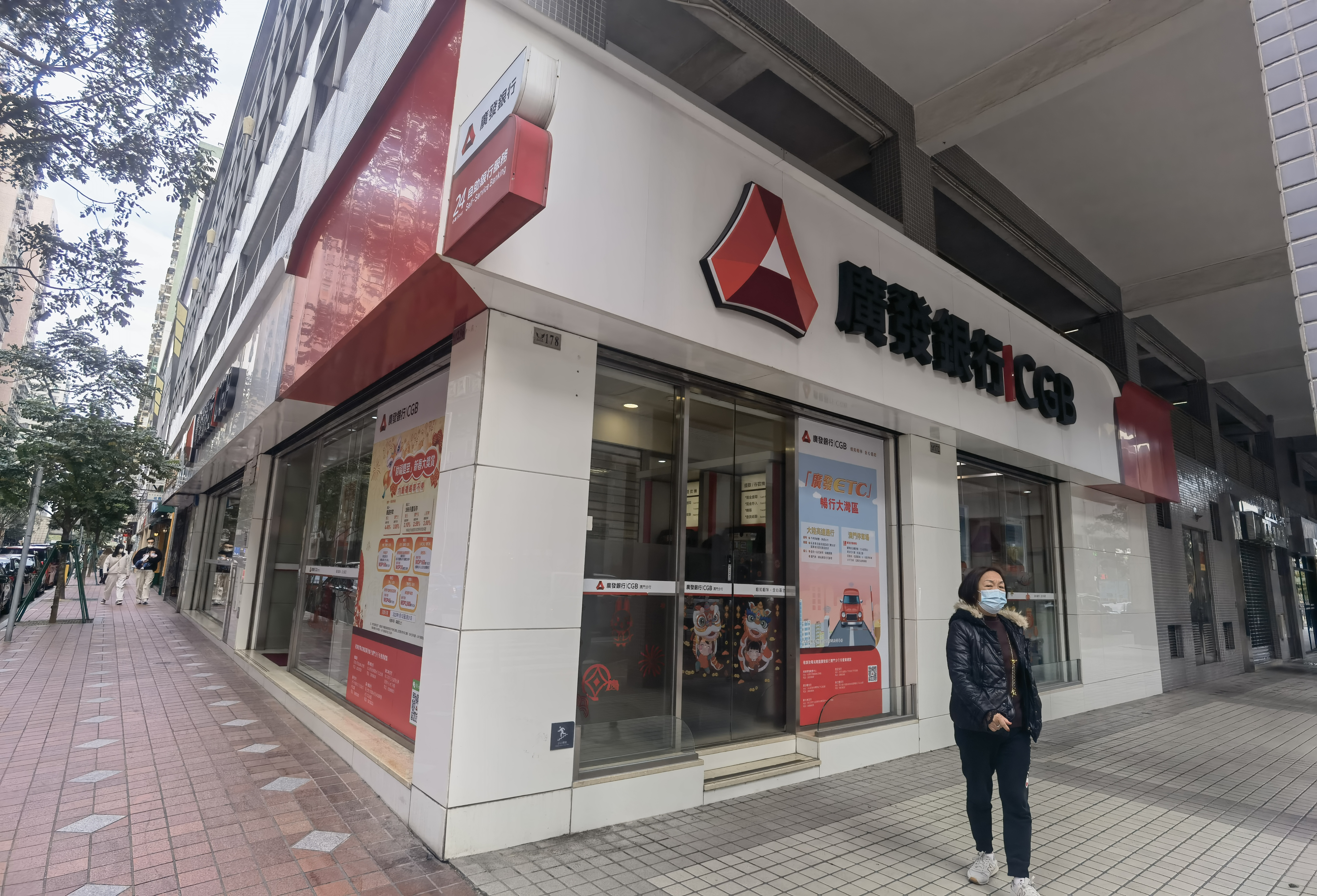
广发澳门花园街支行
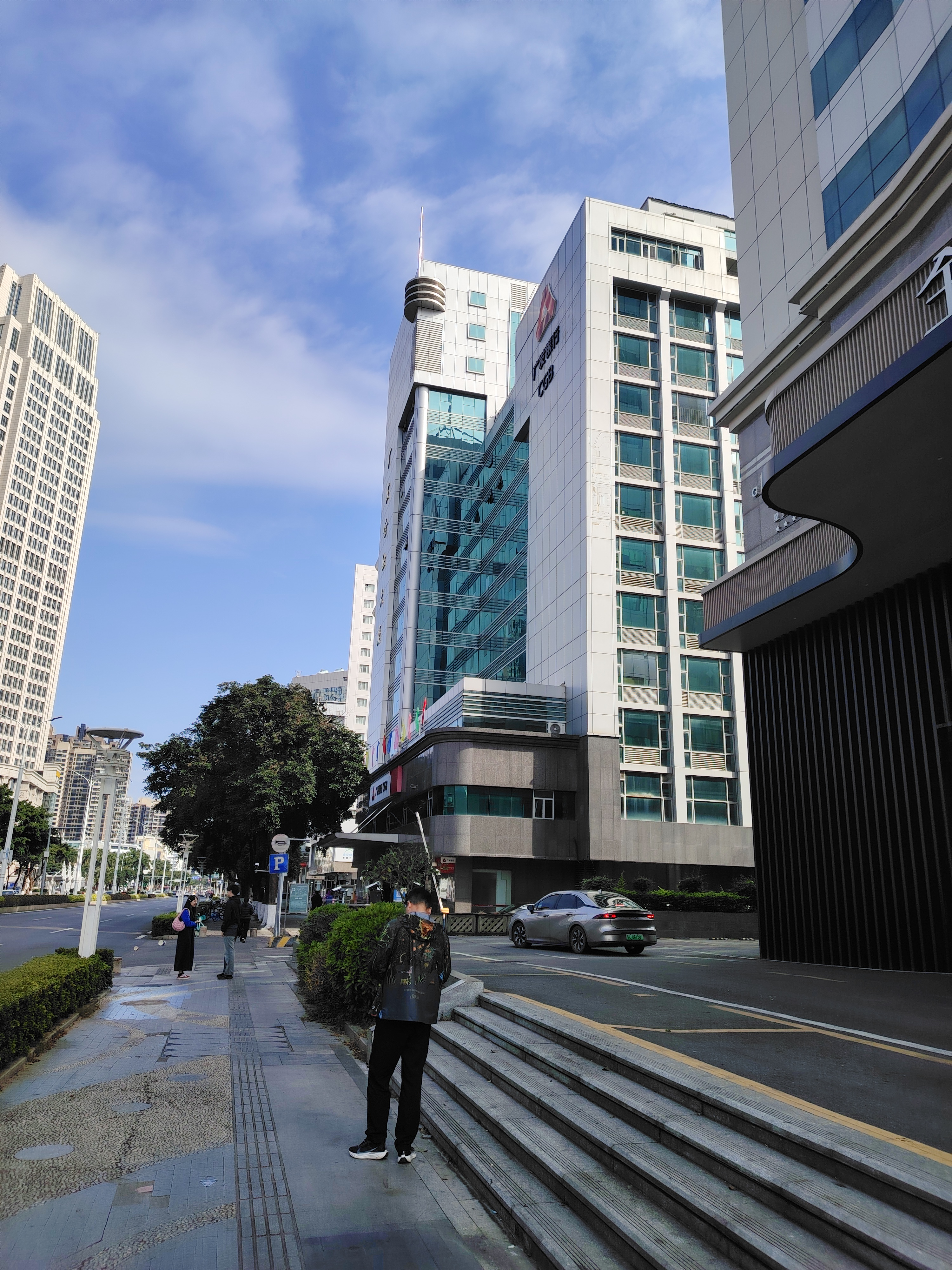
广发珠海分行
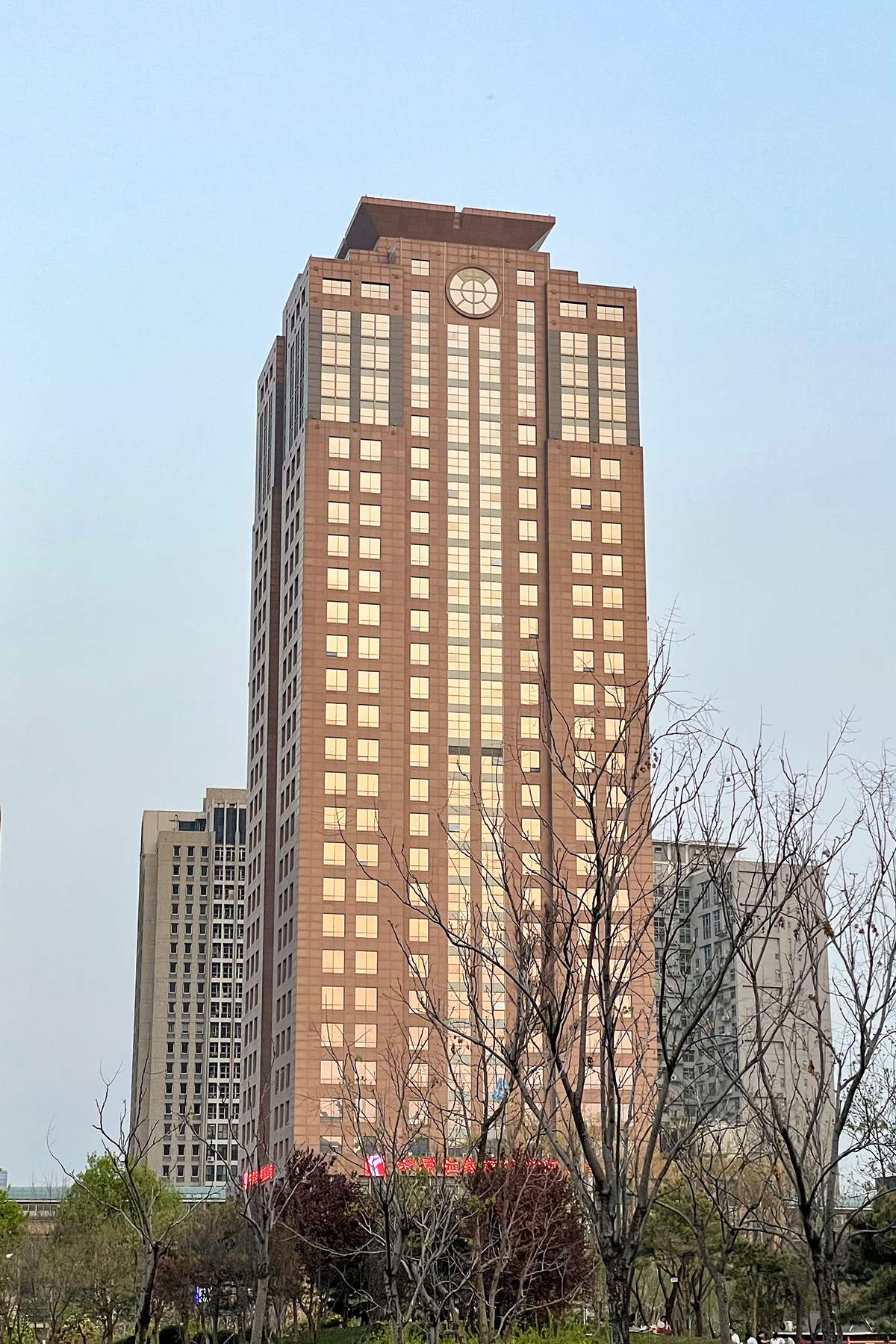
广发郑州分行

## 事件

### 处罚及风险事件
2016年12月20日，广东侨兴集团旗下侨兴电讯、侨兴电信在广东金融高新区股权交易中心发行并在蚂蚁金服旗下的理财平台“招财宝”拆分对外销售的10亿元私募债到期无法兑付，致使广发银行惠州分行员工与侨兴集团人员内外勾结、私刻公章、违规担保的违法违规行为被曝光，涉案金额约120亿元，用于掩盖该行的巨额不良资产和经营损失。2017年12月，银监会对广发银行总行、惠州分行及其他分支机构的违法违规行为罚没合计7.22亿元，创下中国历史上最大金额的处罚记录。此外，银监会对广发银行惠州分行原行长、副行长、原纪委书记等共5人给予取消五年高管任职资格、警告和经济处罚，对6名涉案员工禁止终身从事银行业工作。

### 残疾人申请信用卡被拒
2016年9月底，26岁的盲人石志刚在广发银行长沙红星支行办理信用卡时，被对方以存在视力障碍，“无法阅读风险提示”为由拒绝。随后石志刚将广发银行告上法庭，提出包括赔偿精神损失、书面道歉在内的诉讼请求。
另外，在2016年，河南籍男子李研（患有视力残障，残疾等级为视力（盲）一级）到南京做推拿按摩工作，后经朋友推荐广发银行信用卡“额度高、服务好”，他打算申办一张广发银行信用卡。2018年8月，李研通过电话申请并在网上操作申请流程，拿到了一张信用卡。9月他于银行营业网点办理信用卡激活时，却被银行工作人员以其“有视力障碍，无法签字”为由，拒绝激活信用卡。10月，李研向南京市玄武区人民法院提起诉讼，要求银行撤销信用卡的冻结并为其办理激活，同时以书面形式道歉和赔偿其精神损失费2万元人民币。玄武区人民法院一审驳回李研的起诉，后李研向南京市中级人民法院上诉，仅要求银行协助激活信用卡。2019年11月15日，南京中院二审判决，判决广发银行南京鼓楼支行10个工作日内协助李研激活信用卡。12月2日，广发银行南京鼓楼支行职员为他完成了信用卡激活手续。

## 股份状况
截至2022年12月31日，广发银行前十大股东依次为：
- 中国人寿保险股份有限公司（持股比例：43.6864%）
- 中信信托有限责任公司（持股比例：14.1372%）
- 国网英大国际控股集团有限公司（持股比例：8.9194%）
- 江西省交通投资集团有限责任公司（持股比例：8.1843%）
- 中华人民共和国财政部（持股比例：5.2178%）
- 中航投资控股有限公司（持股比例：3.4992%）
- 广州市城市建设投资集团有限公司（持股比例：3.4145%）
- 广东粤财投资控股有限公司（持股比例：1.4583%）
- 华晨汽车集团控股有限公司（持股比例：1.0262%）
- 江苏苏钢集团有限公司（持股比例：1.0224%）
- 其他股东（持股比例：9.4343%）